# Port Conway
Port Conway è una Unincorporated area situata sul lato nord del fiume Rappahannock nella Contea di King George, nello stato della Virginia, Stati Uniti d'America.